# South Lebanon (Oregon)
South Lebanon és una concentració de població designada pel cens dels Estats Units a l'estat d'Oregon. Segons el cens del 2000 tenia 1.155 habitants.

## Demografia
Segons el cens del 2000, South Lebanon tenia 1.155 habitants, 411 habitatges, i 325 famílies. La densitat de població era de 327,9 habitants per km².
Dels 411 habitatges en un 33,8% hi vivien nens de menys de 18 anys, en un 64% hi vivien parelles casades, en un 8,5% dones solteres, i en un 20,7% no eren unitats familiars. En el 17% dels habitatges hi vivien persones soles el 8,8% de les quals corresponia a persones de 65 anys o més que vivien soles. El nombre mitjà de persones vivint en cada habitatge era de 2,81 i el nombre mitjà de persones que vivien en cada família era de 3,11.
Per edats la població es repartia de la següent manera: un 26,5% tenia menys de 18 anys, un 10% entre 18 i 24, un 24,2% entre 25 i 44, un 23,7% de 45 a 60 i un 15,7% 65 anys o més.
L'edat mediana era de 37 anys. Per cada 100 dones de 18 o més anys hi havia 94,3 homes.
La renda mediana per habitatge era de 31.172 $ i la renda mediana per família de 32.656 $. Els homes tenien una renda mediana de 31.985 $ mentre que les dones 23.750 $. La renda per capita de la població era de 15.247 $. Aproximadament el 10,1% de les famílies i el 8,9% de la població estaven per davall del llindar de pobresa.

## Poblacions més properes
El següent diagrama mostra les poblacions més properes.